# Sân bay Atbara
Sân bay Atbara (IATA: ATB, ICAO: HSAT) là một sân bay ở Atbara, bang Sông Nin, Sudan.

## Vị trí và cơ sở hạ tầng
Sân bay nằm ở độ cao 1.181 feet (360 m) so với mực nước biển. Nó có một đường băng dài 1.800 x 40 mét (5.906 ft × 131 ft).